# TMK-2300LT
TMK-2300LT — односторонній односекційний низькопідлоговий, тривісний трамвайний вагон виробництва хорватської компанії «Končar-Electric Vehicles Inc» для підприємства «Liepājas tramvajs» («Лієпаяс трамвайс») (Лієпая, Латвія). Трамваї TMK-2300 виготовляються з 2009 року, індекс «LT» отримав спеціально для постачання у Латвію.
7 листопада 2018 року право на поставку нових трамвайних вагонів для Лієпаї здобула хорватська компанія «Končar-Electric Vehicles Inc». Постачальник трамвайних вагонів був обраний в рамках процедури переговорів. Хорватська компанія за 8,83 млн євро отримала намір виготовити 6 вагонів, 2 з яких будуть обладнані системами підрахунку пасажирів. Придбання нових трамваїв фінансується за кошти ЄС і підприємства «Лієпаяс трамвайс». На поставку вагонів також претендували литовське підприємство «Railvec», пропозиції якого були визнані невідповідними вимогам закупівлі, а також польська компанія «Modertrans Poznań», яка пропонувала вагони за 12,6 млн євро.
17 листопада 2020 року до Лієпаї надійшов перший новий вагон TMK-2300LT, який отримав бортовий № 250.
18 березня 2021 року розпочато лінійну експлуатацію вагонів TMK-2300LT.
20 квітня 2021 року до підприємства «Лієпаяс трамвайс» у Лієпаї надійшов трамвай TMK-2300LT, який отримав бортовий № 254, 23 травня 2021 року — № 255, 20 вересня 2021 року — № 256, 25 жовтня 2021 року — № 257.
У перспективі планується повністю оновити рухомий склад трамваями TMK-2300LT у Лієпаї, замість трамваїв Tatra KT4D, Tatra KT4SU, які експлуатуються у місті з 1980-х років.

## Технічні характеристики
| Končar TMK-2300LT                    | |
| Довжина вагона                       | 20740 мм; 20300 мм (без бамперів) |
| Ширина вагона                        | 2300 мм |
| Висота вагона                        | 3400—3700 мм (з надбудовою) |
| Висота підлоги над поверхнею рейки   | 350 мм; 300 мм (на вході) |
| База вагона                          | 10651 мм |
| База візка                           | 2000 мм |
| Діаметр нового/зношеного колеса      | 660 мм/605 мм |
| Ширина колії                         | 1000 мм |
| Маса вагона                          | 23300 кг |
| Повна маса                           | ~27800 кг |
| Приводний інвертор PGP-130           | технологія IGBT з високою частотою перемикання, рекуперація енергії від електромережі, багатопроцесорна система керування, система послідовного керування, система моніторинга та діагностики |
| Номінальна напруга контактної мережі | 600 В (+20 %; -30 %), постійний струм |
| Вихід трьохфазний                    | 3×400 В, 50 Гц, 20 кВА |
| Вихід однофазний                     | 1×230 В, 50 Гц, 2,2 кВА |
| Вихід постійного струму              | 24 В, 400 А |
| Номінальна напруга                   | 85 кВт |
| Тягові двигуни                       | 2 трьохфазних асинхронних двигуна |
| Максимальна швидкість                | 70 км/год. (обмежена до 50 км/год.) |
| Гальма                               | гідравлічні, електричні, рейкові |
| Сидячі місця                         | 27+8 |
| Стоячі місця                         | 95/84 (4 пассажира/м²) |